# Past Perfect Future Tense
Past Perfect Future Tense é o primeiro álbum solo do membro da banda norueguesa A-ha Magne Furuholmen como Magne F. Magne trabalhou neste álbum com os membros do Coldplay, Will Champion e Guy Berryman.

## Faixas
1. "Obsolete" - 3:47
2. "All the Time" - 4:22
3. "Past Perfect Future Tense" - 3:27
4. "No One Gets Me But You" - 5:03
5. "Kryptonite" - 4:25
6. "Nothing Here to Hold You "- 5:13
7. "A Friend Like Me" - 2:36
8. "Little Angels" - 2:52
9. "2CU Shine" - 3:00
10. "You Don't Have to Change" - 3:18
11. "Envelop Me" - 3:30
12. "Never Sweeter" - 2:53
13. "Perfect Circle" - 01:37 (escondida no final de "Never Sweeter")